# Бенедетто Дженнари (младший)
Бенедетто Дженнари-младший (1633—1715) — художник итальянской (болонской) школы, внук Бенедетто Старшего, племянник и ученик Гверчино.
В начале своей деятельности был лучшим среди его помощников при исполнении заказов, а потом, получив на родине известность самостоятельными работами, отправился в 1672 г. в Париж, ко двору Людовика XIV, а через два года перебрался в Англию, где по заказу Карла II написал немало портретов, а для Якова II ряд картин на религиозные сюжеты.
По возвращении в Болонью, работал для моденского и гвастальского дворов и сделался одним из основателей Клементинской академии. В произведениях первого периода своей деятельности Дженнари является подражателем Гверчино; по возвращении же своем из Англии в Италию он стал подражать до некоторой степени голландцам. Картины этого художника встречаются преимущественно в Италии и Англии. Они имеются также в Дрезденской, Венской и Стокгольмской галереях.